# Sydlig karminbiæder
Sydlig karminbiæder (latin: Merops nubicoides) er en skrigefugl, der lever i akacie-savanne i det centrale og sydlige Afrika.